# Jana Rybářová
Jana Rybářová (31. března 1936 Praha – 12. února 1957 Praha) byla česká herečka, která v 50. letech 20. století zazářila v českých filmech Stříbrný vítr či Proti všem. Velmi mladá a neobyčejně půvabná herečka spáchala sebevraždu několik hodin předtím, než měla být obsazena do role Jany ve filmu Vlčí jáma.

## Studium, divadelní začátky
Jana Rybářová navštěvovala kurzy baletní přípravky pražského Národního divadla a zároveň byla již na obecné dívčí škole (od r. 1942) členkou divadelního kroužku a účinkovala na jeho besídkách. Ve školním roce 1947/1948 začala studovat na Státním francouzském reálném gymnasiu na Praze 19, avšak po jeho zrušení již příští školní rok přešla na střední školu na pražských Hradčanech a i zde pokračovala v hraní v zájmovém dramatickém a hudebním kroužku. Od školního roku 1951/1952 studovala na tanečním oddělení Státní konservatoře hudby v Praze, kde absolvovala v červnu 1955. Po ukončení studií byla přijata do hereckého souboru pražského Realistického divadla Zdeňka Nejedlého, ve kterém setrvala až do své předčasné smrti.

## Filmové role

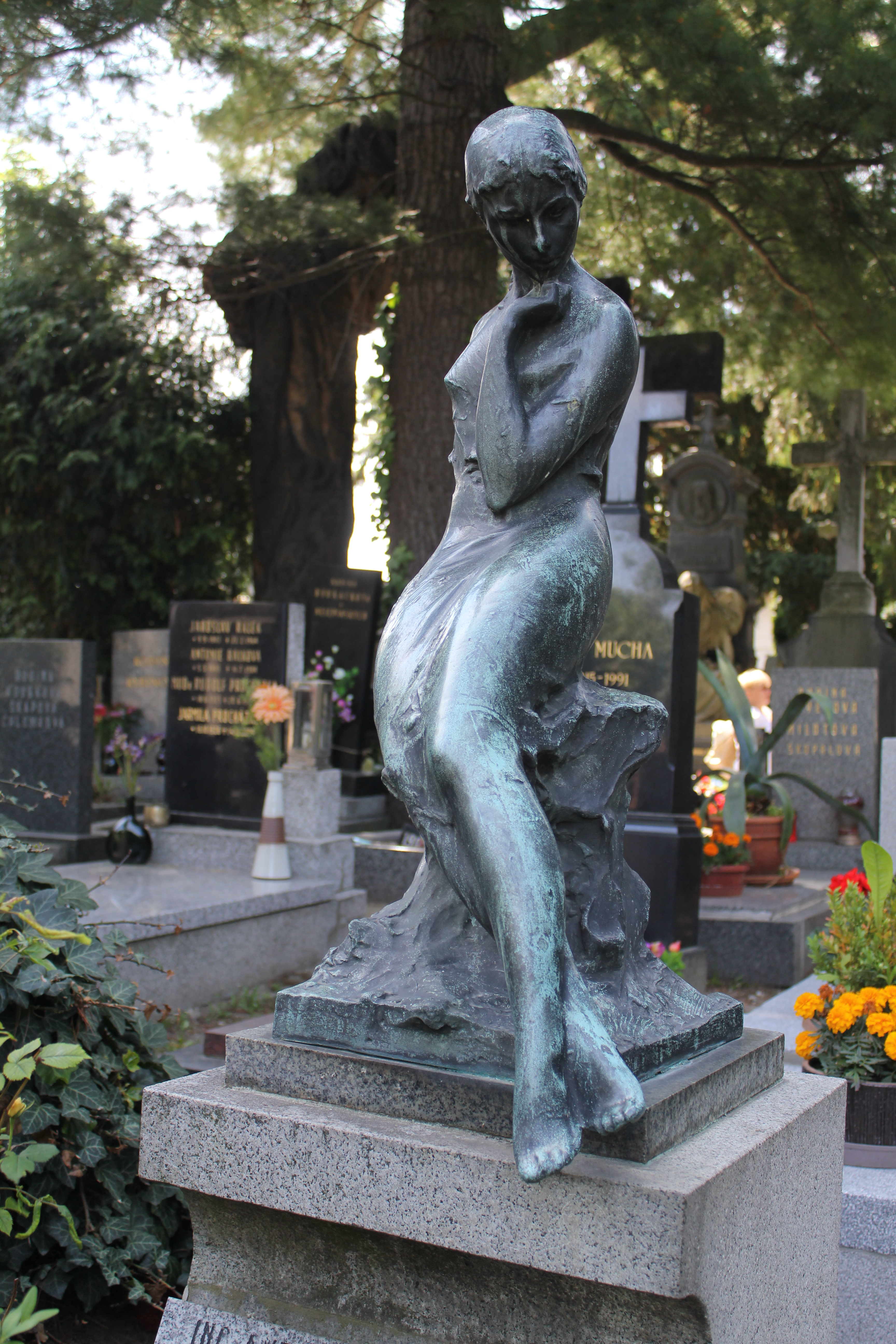
Hrob Jany Rybářové na Vyšehradském hřbitově, plastika od Jana Hány

Roku 1954 se stala členkou kmenové skupiny herců režiséra Václava Kršky, jenž ji od té doby obsazoval do všech svých filmů. Také proto nejprve odmítala nabídky od jiných filmových režisérů a k práci s nimi se dostala až na konci svého života, kdy již ovšem největší překážku ke své další herecké profesi spatřovala ve své vlastní nedostatečné vyjadřovací technice a ve své vnitřní nejistotě.
- Stříbrný vítr (1954, režie Václav Krška) (Anička)
- Z mého života (1955, režie Václav Krška) (Krásnohorská)
- V ulici je starý krám (1955) (FAMU) (studentka Jana)
- Dalibor (1956) (Jitka) – (zpívá: Libuše Domanínská)
- Labakan (1956) (Fatma)
- Legenda o lásce (1956) (Širín)
- Proti všem (1957) (Marta, novicka)

## Televizní role
- M. Majerová: Robinsonka (pro Čs. televisi upravil Ota Hofman, Televisní studio Praha, vysílání 2. 11. 1955)[4]

## Divadelní role ve hrách Realistického divadla Zdeňka Nejedlého
- K. V. Rais, Fr. Horák, D. Rybínová: Zapadlí vlastenci (1955) – Albína Podzimková
- R. B. Sheridan: Jak ty mně, tak já tobě (1955) – Slečna Majolena
- O. Daněk: Umění odejít (1955) – Děvče
- A. Kornejčuk: Křídla (1955) – Lída
- Fr. Pavlíček: Chtěl bych se vrátit (1956) – Kristina
- Molière: Zdravý nemocný (1956) – Cikánky
- A. N. Ostrovskij: Krasavec (1956) – Paša
- A. Zápotocký, J. Nezval: Bouřlivý rok (1956) – Marjánka[3]

## Deníky
Literárním odkazem Jany Rybářové se staly její deníky, provázané s pokusy o vlastní básnickou tvorbu. S prvními zápisy začala sice již r. 1946, ale soustředěně vedené jsou až deníky z posledních čtyř let jejího života – z nich lze vyvodit vývoj jejích názorů a přetrvávající krize, kterou se nakonec rozhodla vyřešit sebevraždou. Kromě nich deníky obsahují řadu životopisných pasáží: o letních pobytech v Čeřenicích na Sázavě, o školním prostředí a vztahu ke svým bližním, o lásce a končí sebezpytným rozborem jejího vztahu k opernímu zpěvákovi a herci Přemyslu Kočím.

## Jaroslav Seifert o Janě Rybářové
O širší společenské reflexi osudu Jany Rybářové vypovídá i báseň Jaroslava Seiferta z jeho knihy Koncert na ostrově (oddíl Muší křídlo).

## Jana Rybářová pohledem divadla a televize
Švandovo divadlo na Smíchově r. 2011 uvedlo ke 130. výročí svého vzniku hru Smíchoff/On, ve které má vedlejší role Naivky svůj fiktivní předobraz v postavě Jany Rybářové. Svědectví pamětníků shrnul televizní dokument M. Boudy Nelze umírat štěstím z r. 2000.